# François Roger de Gaignières
François Roger de Gaignières, né le 30 décembre 1642 à Entrains-sur-Nohain, (Nièvre) et mort en 1715 à Paris, est un historiographe et collectionneur français de sceaux, dessins et gravures.

## Biographie
François Roger de Gaignières est le fils d'Aimé de Gaignières, secrétaire du duc de Bellegarde, et de Jacqueline de Blanchefort. Sa famille, d'origine lyonnaise, avait une importante bibliothèque et son père était correspondant du père Marin Mersenne et du physicien et mathématicien Pierre Guisony. Il devint écuyer de Louis Joseph de Lorraine, duc de Guise et, à sa mort, de la tante de Louis Joseph, Marie de Guise, qui le nomma en 1679 gouverneur de sa principauté de Joinville (Haute-Marne).
Bien qu'il ne fût jamais membre de l'Académie des Inscriptions et Médailles, il présenta en 1703 à Jérôme Phélypeaux de Pontchartrain et au roi Louis XIV un projet de protection des monuments, ce qui dans son esprit comprenait les sceaux et les peintures, mais l’entreprise n’aboutit jamais. Cependant, il a sans nul doute joué un rôle déterminant dans la réforme de cette institution. Il fut le précurseur de l'Inventaire Général des richesses artistiques de la France. Il voulut par la suite être nommé par le roi à la tête d'un office royal des monuments historiques, devenant ainsi un précurseur au poste d'inspecteur général des Monuments historiques. Cependant ce projet ne vit jamais le jour, car aussi bien lui que Louis XIV moururent la même année.

### Le collectionneur
Son goût pour la collection s'est forgé au contact des personnalités qu'il a côtoyé tout au long de sa vie. Il fit un premier voyage à la cour du grand-duc en compagnie de Philippe-Emmanuel de Coulanges, le cousin de Madame de Sévigné. Puis son goût pour l’histoire de France et la généalogie des grandes familles aristocratiques se développe quand il entre au service de la maison de Guise où il côtoie des objets rares et précieux.
Entre 1670 et 1680, il amasse des matériaux historiques par le biais de dons, de prêts ou de ventes, et cultive un important réseau de relations françaises, notamment auprès de Marc-Antoine Charpentier et Philippe Goibaud-Dubois, ainsi que bien d’autres personnalités des arts. Après la mort de Marie de Guise, en 1688, il devient un temps le gardien de l’Hôtel de Guise rue de Sèvres, jusqu'en 1701, où il réside encore lors de sa vente en 1700, avant de déménager au 95, rue de Sèvres.

## La collection iconographique de François Roger de Gaignières
La collection Gaignières se divise en plusieurs thèmes : costumes, portraits, pierres tombales, tapisseries, sceaux, armoiries, représentations de monuments et villes.
Ses archives comportent environ 7600 dessins, dont 3500 vues de sépultures funéraires du Moyen Âge. Les documents sont souvent réalisés in situ lors d’excursions entreprises entre 1693 et 1713.

### La méthode de classement de la collection
Son intérêt pour les collections s’est développé grâce à une heureuse organisation jointe à une intelligence peu commune, il disposait d’un « esprit de système » selon Antoine Schnapper. Anne Ritz-Guibert a su mettre en lumière l'exceptionnelle organisation de la collection. En effet, les chercheurs précédents s'étaient accordés sur la préférence historique qu'avait Gaignières pour ses dessins par rapport à leur intérêt esthétique. Ils voyaient en lui un antiquaire, amassant des informations sans les problématiser pour ensuite les mettre à disposition des curieux et chercheurs. Cependant, l'historienne de l'art a démontré que cet ensemble avait été composé selon les codes d'une base de données. Il était donc logique de trouver une même esquisse dans plusieurs catégories de classement.
Ne préférant pas le nombre à la qualité, son but était d’avoir des recueils authentiques pour recréer l’histoire de France au travers de ses documents figurés.

### La création des dessins
Cet amateur avait la volonté de créer des pièces dignes d’être conservées. Il avait recours à plusieurs étapes avant d’ajouter un dessin à ses albums. En amont de la mise au propre, un croquis était réalisé sur place. Ensuite, si celui-ci était validé, l’esquisse était retravaillée afin de l’admettre au sein de la collection définitive. Le classement du document était une décision mûrement réfléchie, c’est ce qui donne une valeur historique à cet ensemble.
Loin d’être seul pour effectuer cette vaste tâche, il fut aidé par Barthélemy Remy et Louis Boudan. Le premier était responsable de la copie textuelle, tandis que le second était le dessinateur graveur. Ces deux hommes étaient rémunérés à l’ébauche. Les œuvres réalisées in situ, sont produites dans la plus grande partie des cas à la pierre noire ou à la sanguine. La mise au propre du jet préparatoire se faisait à l’encre de Chine noire ou brune. Les ajouts ou les corrections étaient en général mineurs et sont encore visibles sur certaines représentations. Il est à noter que le collectionneur a lui-même croqué quelques éléments, néanmoins leurs qualités sont « brutes », ces éléments devaient servir avant tout de témoin pour leurs futurs classements.

### Aire d'étude
À eux trois, ils ont étudié le Bassin parisien, le Nord-Ouest, la Picardie et le Poitou. Concernant la Bourgogne, Gaignières s’en était remis aux dessins de Pierre Palliot. Le collectionneur souhaitait acheter cette compilation, mais faute de moyens, les esquisses furent acquises par le Marquis de Blaisy Antoine Joly. Il a donc envoyé Louis Boudan chez le nouveau propriétaire pour les recopier. Ce dur labeur a duré un an et a permis de conserver une trace de cette collection, car la première a brûlé peu de temps après cette recopie.

### Analyse critique de la collection
Pour chaque curieux qui souhaite se pencher sur l’œuvre de François Roger de Gaignières, un problème se pose, celui de l’exactitude de ses représentations. En effet de nombreux monuments transcrits sur le papier ne sont plus en élévation aujourd’hui, rendant la comparaison simplement impossible. Il est important d’avoir un regard critique sur ces œuvres en utilisant les gravures d'autres érudits tels que Dom Pierre-Hyacinthe Morice de Beaubois.

## La postérité de la collection
L’ambition de cette collection portant sur l'histoire de France et plus particulièrement sur la monarchie française, était aux yeux de cet homme purement altruiste. Il avait pour but d’ouvrir ses dessins et son cabinet à tous. Ce dernier avait d'ailleurs conservé de nombreux documents comme des traités, des négociations, des correspondances de ministres, et bien d’autres dossiers. C’est l’une des raisons qui peut expliquer l’intérêt de la monarchie pour sa collection.
Lorsque ses bibliothèques eurent un intérêt suffisant à ses yeux, il assura la postérité de sa collection au sein du royaume de France en repoussant des propositions d’achat comme celle d'Henri-Casimir II de Nassau-Dietz pour l’offrir en 1711 à Louis XIV. Ce dernier l’a accepté tout en lui laissant l’usufruit. Cependant, ses actes étaient jalousement épiés par Pierre Clairambault, le généalogiste du roi. L’historien jugeait que certaines pièces de la collection n’avaient pas leur place dans les bibliothèques du souverain, alors il les transféra au sein de ses propres collections. Cet homme veillait tant sur ce travail que lorsque Gaignières rendit son dernier souffle, Clairambault se serait fait donner toute autorité sur la maison du défunt rue de Sèvres. Il commença par faire apposer des scellés, puis il exigea qu’on lui remette les clefs de toutes les armoires. En dernier lieu, il présida la rédaction des inventaires. Cela s’est poursuivi par le démantèlement de la collection. Une première partie a été envoyée aux Affaires étrangères, l’autre à la bibliothèque du Roi. Cette dernière partie est ainsi devenue le premier fonds du Cabinet des titres. Le généalogiste a cependant gardé plusieurs ouvrages pour son compte, cela représente environ cent manuscrits. Le reste a été vendu lors d’une vente publique le 21 juillet 1717. En 1740, le fonds de la Bibliothèque Royale est divisé entre le Cabinet des Estampes, et le Fonds du Département des manuscrits. Ceux de Clairambault ont été vendus à l’Ordre du Saint-Esprit dans un premier temps, mais ils ont retrouvé le reste de la collection à la Bibliothèque Nationale au lendemain de la Révolution. Bien qu’aucune dégradation n’ait été constatée pendant cet épisode historique, il est possible de supposer quelques pertes.
Entre 1779 et 1784, le conservateur du Cabinet, Jean Baptiste Guillaume de Gevigny profite de la constitution du cabinet généalogique pour s’emparer d’une grande quantité des dessins de la collection Gaignières. Plusieurs vont revenir au Cabinet des Estampes, mais d’autres finiront en Grande-Bretagne entre les mains d’antiquaires anglais tel que Richard Gough. À la mort de ce collectionneur, l’ensemble de ses manuscrits ont été légués à la bibliothèque Bodléienne. Parmi les représentations acquises par Oxford, les aquarelles des monuments funéraires royaux ont été retrouvées. Après plusieurs demandes de restitutions qui furent toutes refusées par l’Angleterre, le peintre Jules Frappaz a été envoyé en 1860 pour réaliser des calques et des dessins, mais il en manque 38.
Ce phénomène de collection n’est pas un cas isolé, d’autres érudits ont suivi cette voie. Cependant, celle-ci est bien différente de celle constituée un siècle plus tôt par Jean du Tillet (sieur de La Bussière). Différente également de celle de Jean Le Laboureur. D’ailleurs dans ce dernier exemple il n’y a aucune reproduction des monuments funéraires dans son Tombeaux des personnes illustres de 1656. En revanche, il y a une réutilisation directe des croquis de Boudan par Bernard de Montfaucon. Ce dernier avouait ainsi « Gaignières m’a frayé le chemin », et en effet il s’était servi des sépultures pour composer la trame chronologique Monuments de la monarchie française. D’autres ont suivi ce chemin, notamment Firmin-Hippolyte Beaunier, Enlart, ainsi qu'Eugène Viollet-le-Duc qui y puisèrent de nombreux exemples.

### Publications
Pour la recherche, cette collection est difficile à appréhender, car elle est vaste et cela peut décourager le chercheur selon Antoine Schnapper. De plus, il fallut plusieurs années pour voir apparaître cette collection publiée. En effet le premier à tenter cette expérience, laissant son travail inachevé, est J. Guibert. Cette entreprise aura le même résultat pour Henri Bouchot. Elle sera enfin publiée par J. Adhémar dans sa version intégrale au sein de la Gazette des Beaux-Arts.
Aujourd’hui il est possible d’apprécier les dessins de la collection Gaignières grâce au site de la Bibliothèque nationale de France et de la bibliothèque Bodléienne. De plus, un site internet de type base de données lui a été dédié : collecta.

Dessins de la collection Gaignières
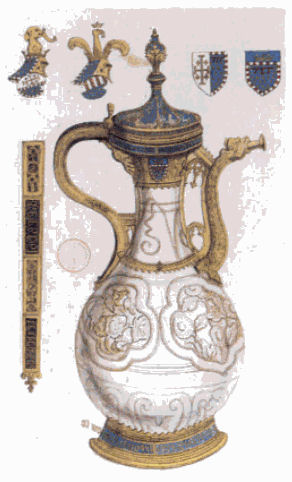
Dessin d'une porcelaine chinoise dite de Fonthill.
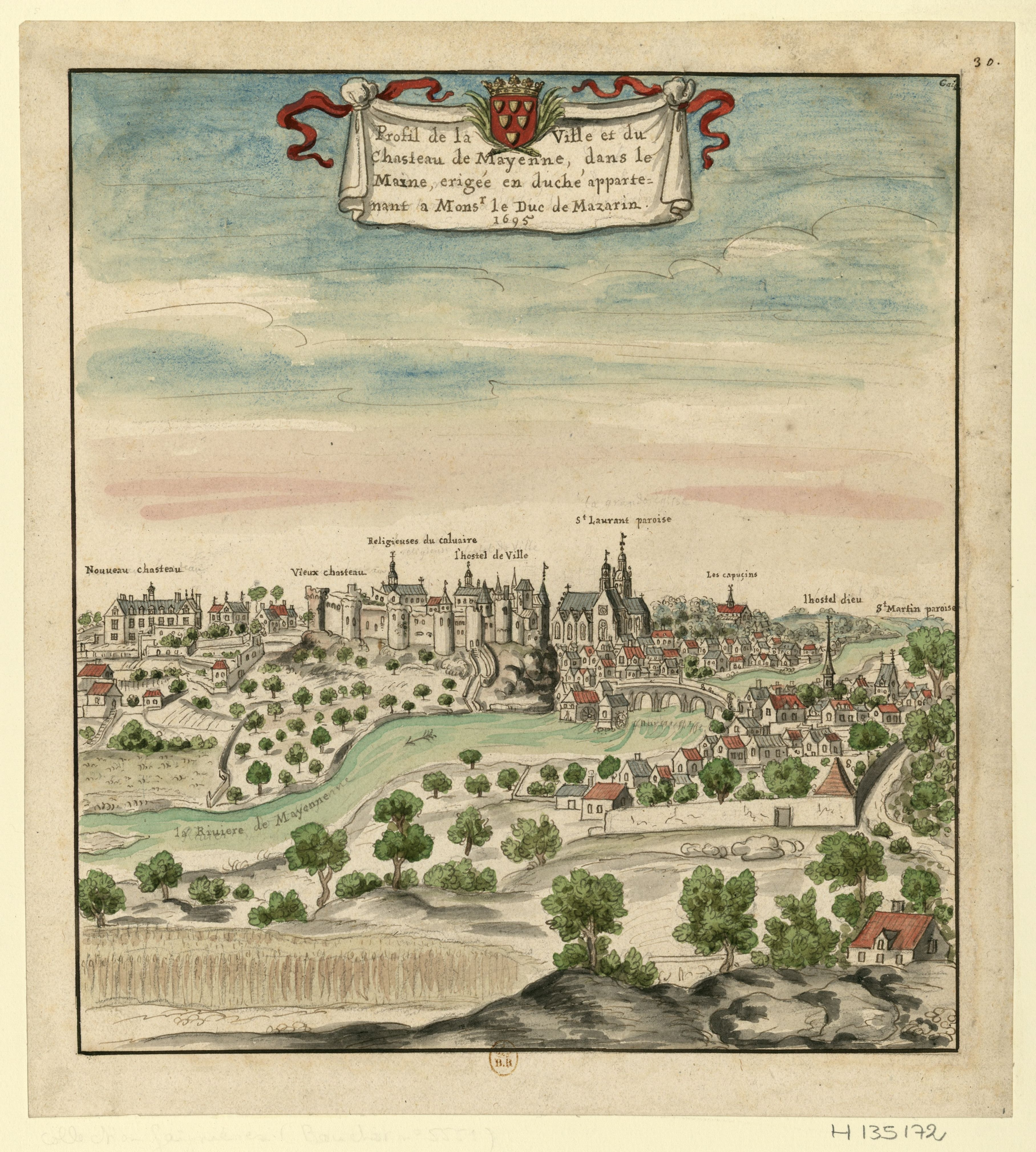
Carte du château de Mayenne.
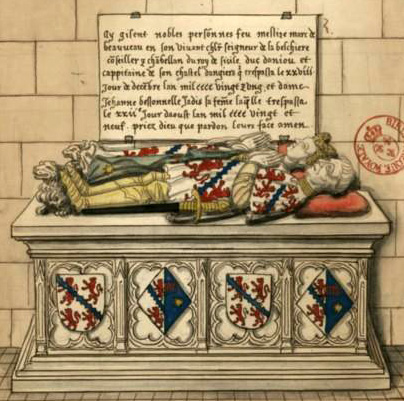
Relevé d'un gisant de Marc de Beauvau, église des jacobins d'Angers.
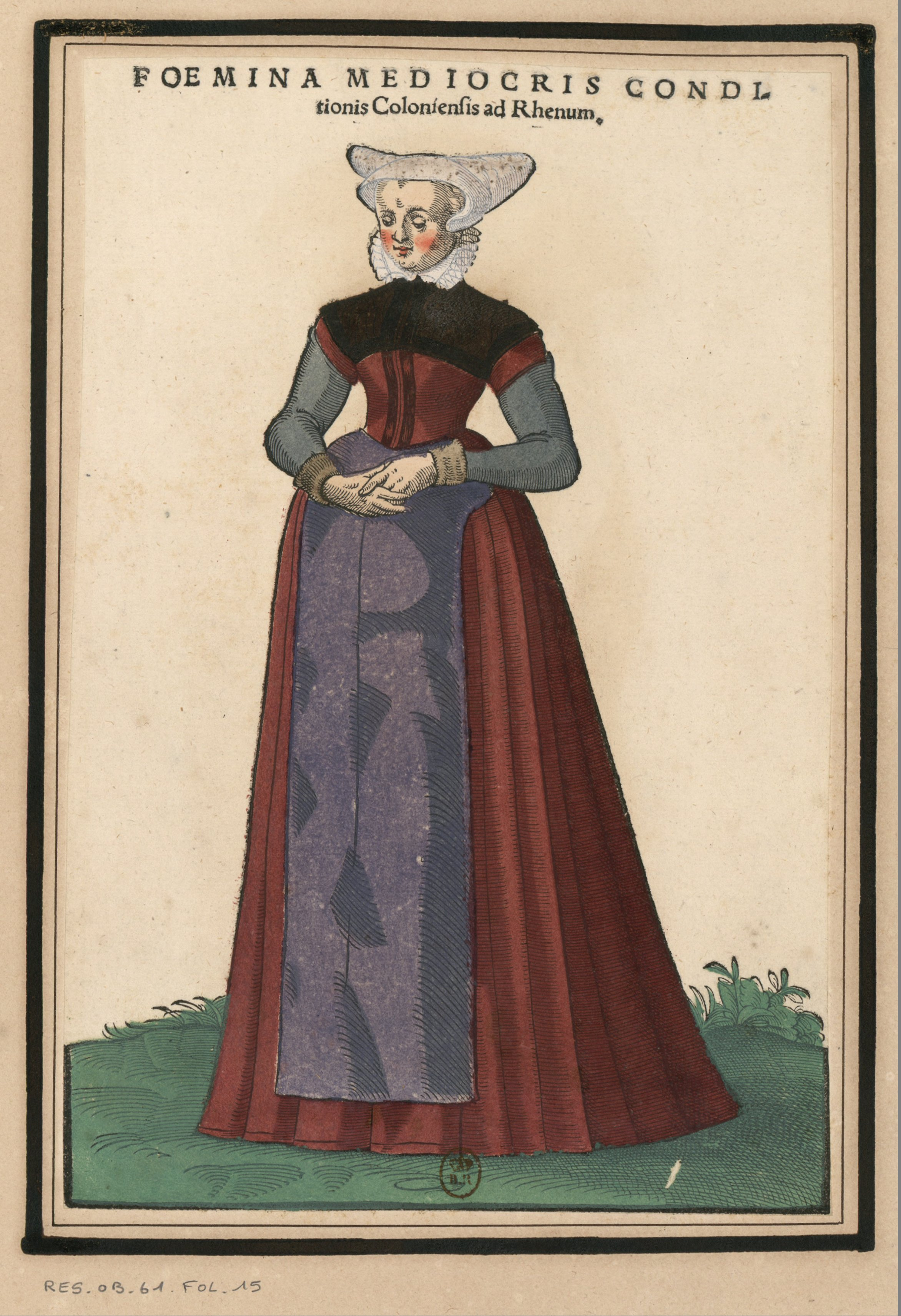
Dessin d'un costume allemand du XVIe siècle.
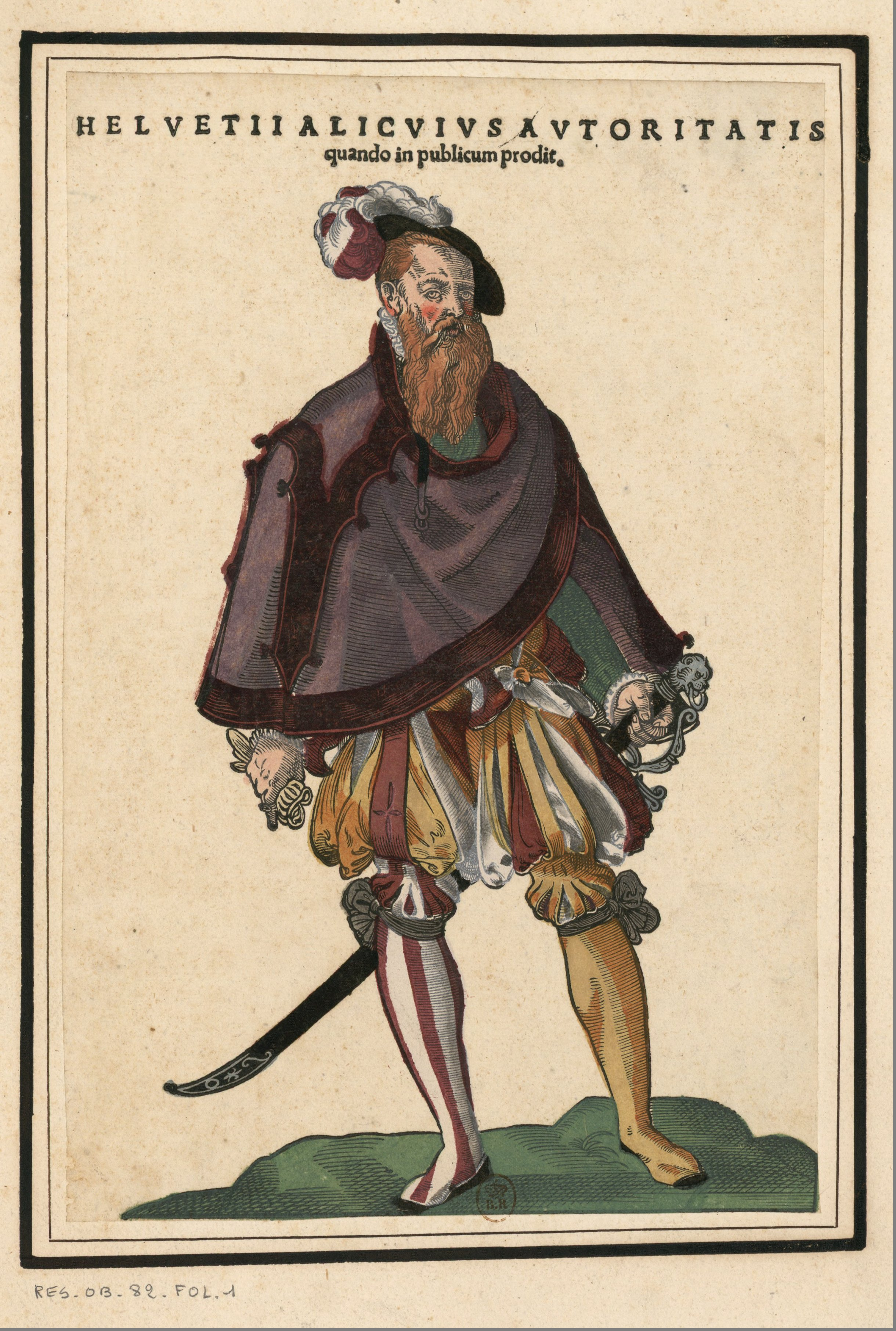
Dessin d'un costume suisse.
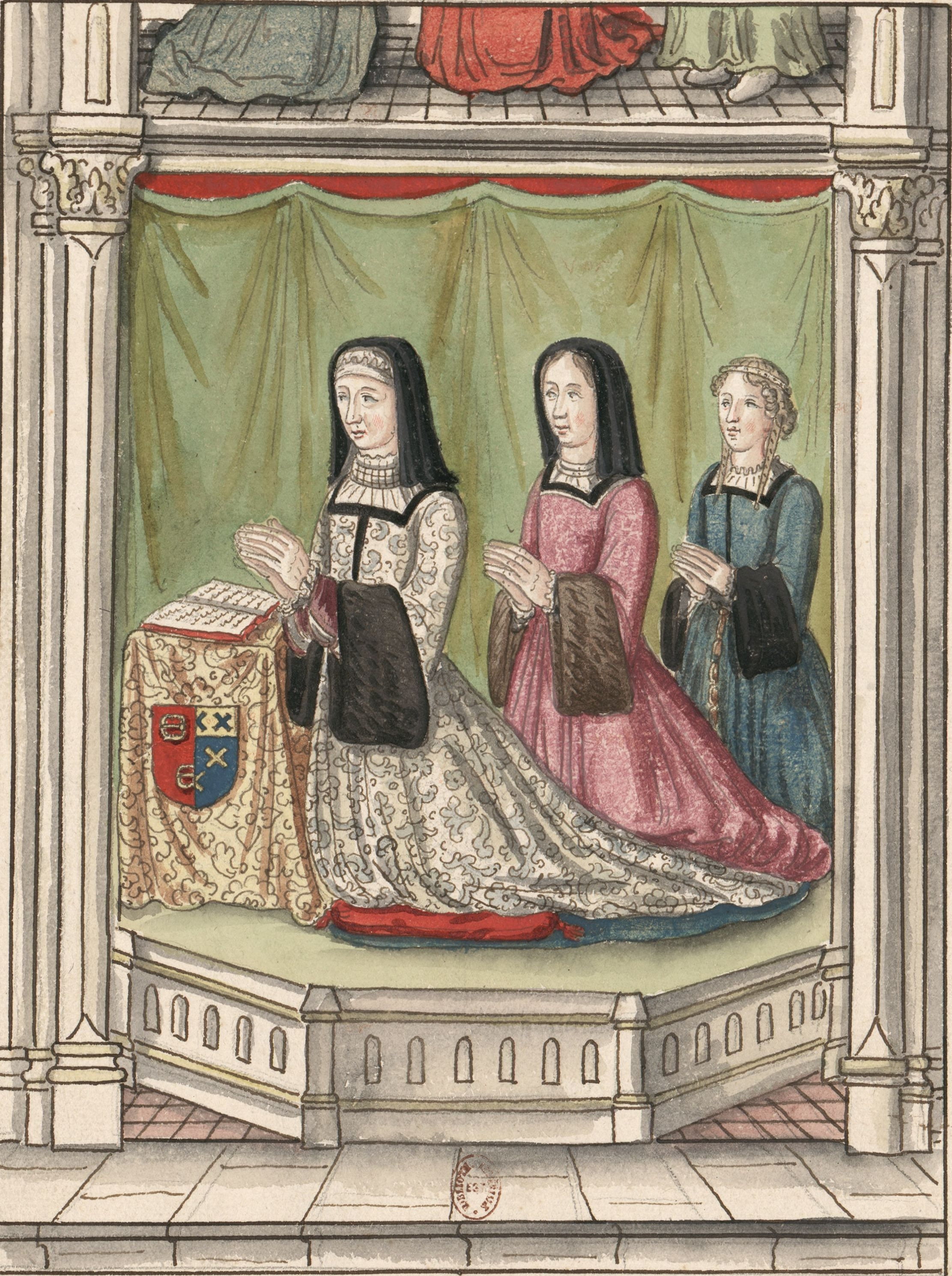
Relevé d'un vitrail de la famille de Louis Malet de Graville.
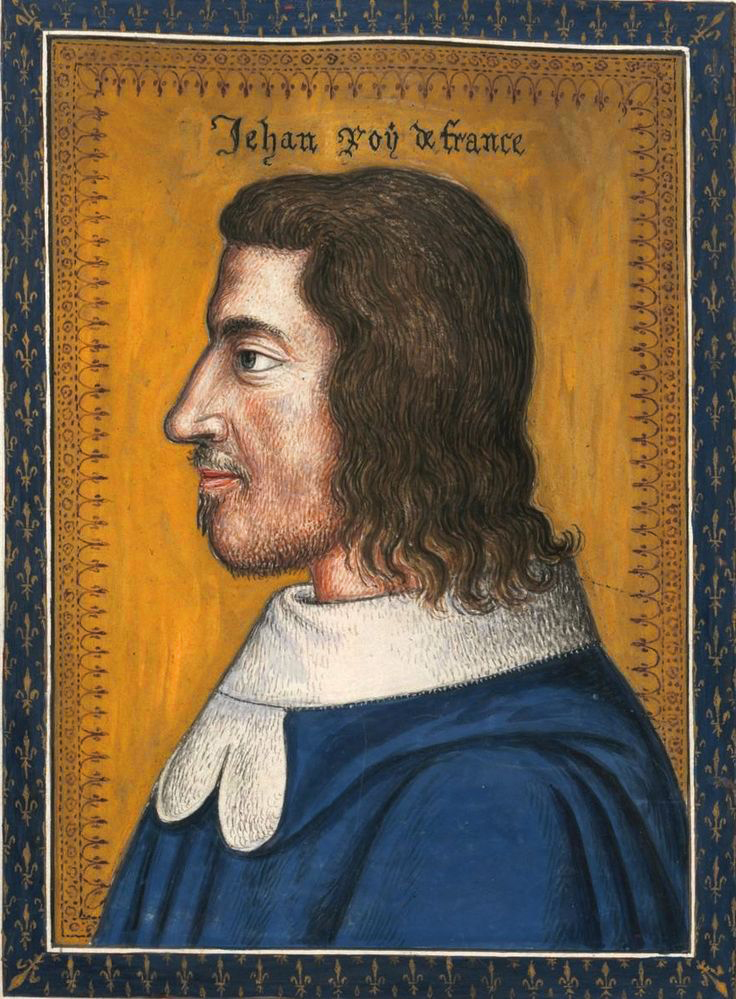
Portrait de Jean II le Bon.
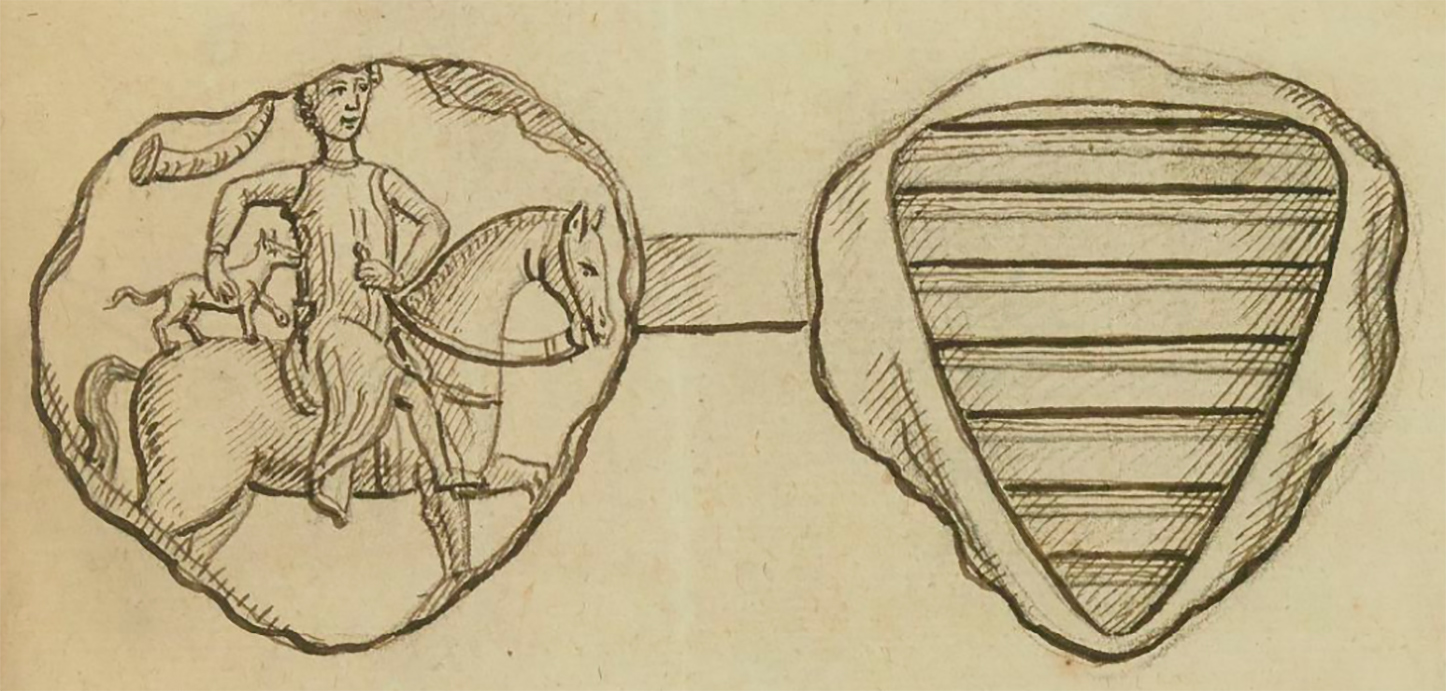
Louis Boudan, Sceau de Hugues IX le Brun, seigneur de Lusignan, comte de la Marche, encre, 1670-1715.
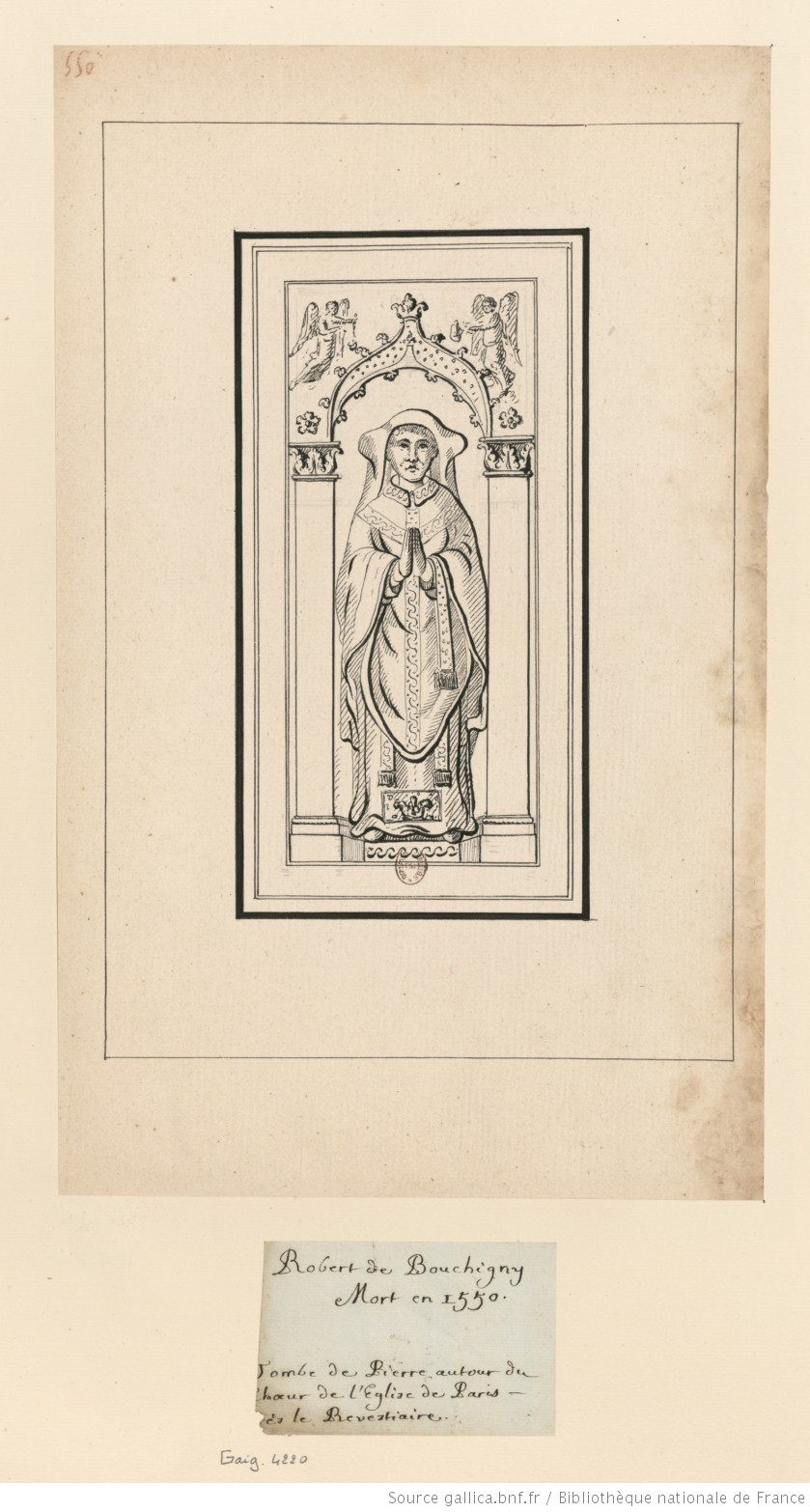
Pierre tombale de Robert Bouchigny, chanoine de Notre-Dame de Paris.